# 第15屆金鐘獎
第15屆金鐘獎是1980年台灣廣播、電視業界的年度盛事之一，表揚1980年度傑出的台灣廣播和電視之藝人。
本屆金鐘獎為首次採用入圍的方式，於典禮當天才公布得獎者並頒發獎座，此前14屆則是事前公布得主，典禮純粹頒發獎項。
此次為第一次金鐘獎開放電視台全程錄影轉播。

## 電視部分
例如之標記為該獎項得獎者。

## 特別獎
該獎項為甄選產生，1980年3月18日公布得獎者。

## 外部連結
- 69年金鐘獎得獎名單【電視個人技術獎 】 （页面存档备份，存于）.文化部影視及流行音樂產業局.1980-04-01
- 69年金鐘獎得獎名單【廣告獎 / 廣播個人技術獎】 （页面存档备份，存于）.文化部影視及流行音樂產業局.1980-04-01
- 69年金鐘獎得獎名單【優良廣播節目獎 / 優良電視節目獎】 （页面存档备份，存于）.文化部影視及流行音樂產業局.1980-04-01